# بر تخت نشستن امپراتور ژاپن

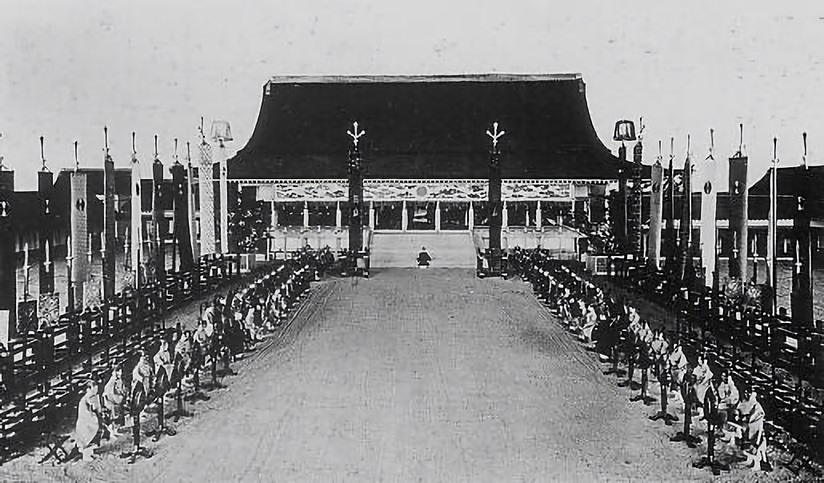
مراسم بر تخت نشستن امپراتور تایشو در کیوتو در سال ۱۹۱۵

بر تخت نشستن امپراتور ژاپن (به ژاپنی: 即位の礼 Sokui no rei) مراسم تاج‌گذاری امپراتور جدیدی است که در این مراسم او تخت پادشاهی ژاپن می‌نشیند.